# Andrena microcardia
Andrena microcardia är en biart som beskrevs av Pérez 1895. Andrena microcardia ingår i släktet sandbin, och familjen grävbin. Inga underarter finns listade i Catalogue of Life.